# Lchap
Lchap (en arménien Լճափ ; jusqu'en 1945 Aghzibir ou Kiziljik) est une communauté rurale du marz de Gegharkunik, en Arménie. Elle compte 1 206 habitants en 2008.
Depuis 2007, l'association CSOE finance la rénovation de l'école communale locale.

## Personnalités liées à la communauté
- Habib Hasanov (1922-2004), homme politique.